# Olympos

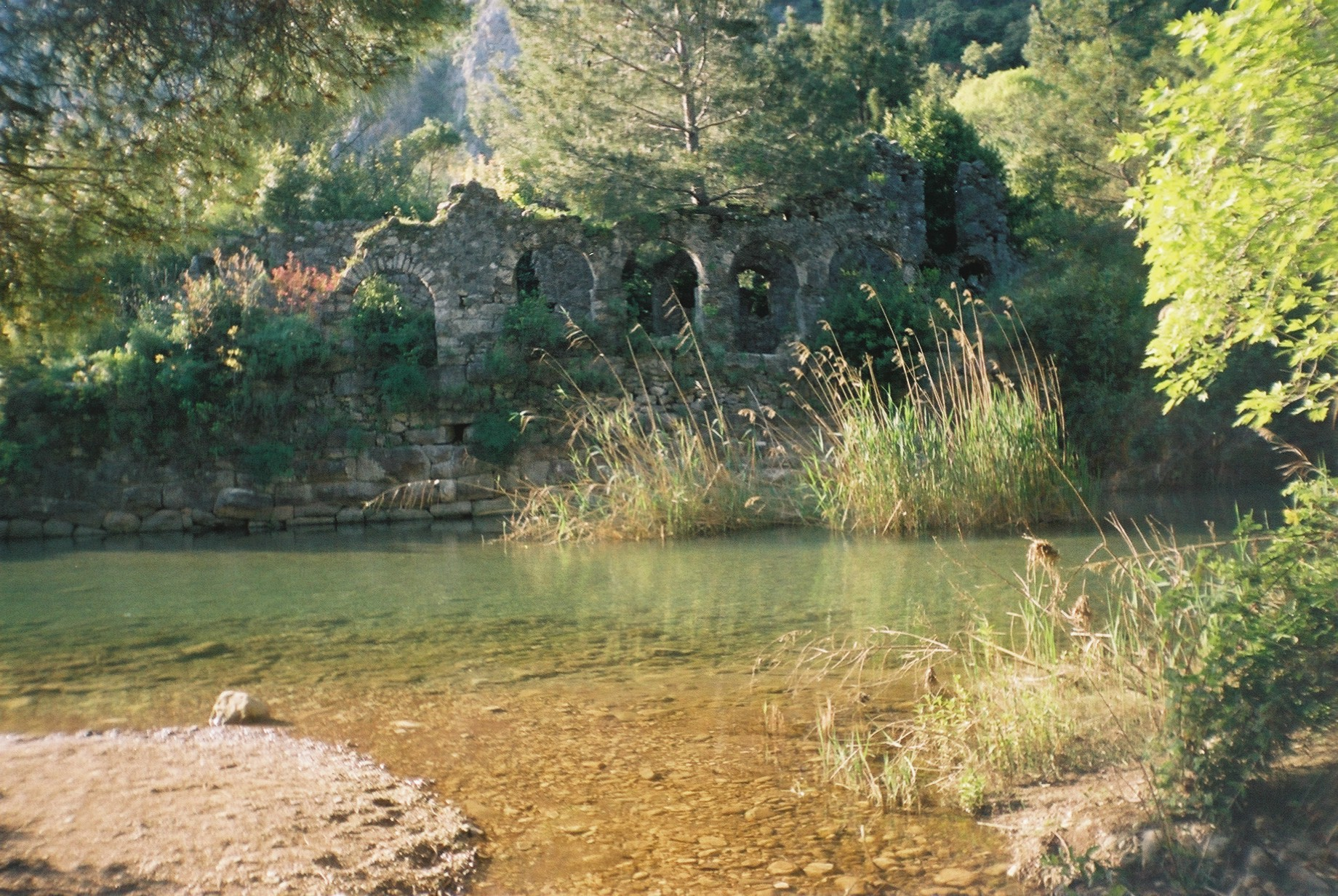
Het Romeinse badhuis te Olympos

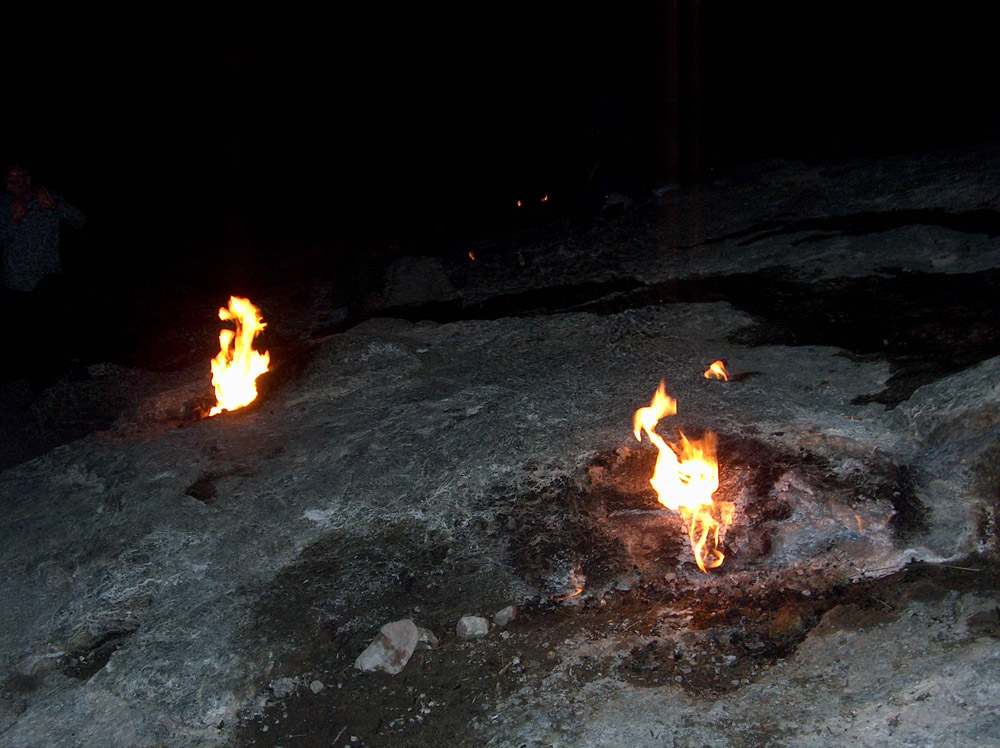
Eeuwige vlammen van Chimaera, Turkije

Olympos is een oud-Griekse stad in het huidige Turkije.
Vroeger was Olympos een van de belangrijkere Lycische steden, nu is het een toeristische plek met een hoog hippie-gehalte. Tussen het huidige 'dorp' en het strand zijn nog veel ruïnes te zien die de vergane glorie van Olympos tonen.
De stad is gelegen aan een baai van de Middellandse zee en wordt doormidden gesneden door een riviertje. In de eerste eeuw voor Christus werd de stad veroverd door Cylicische piraten onder Zenicetes. Deze werden in 78 voor Christus op hun beurt door de Romeinen verjaagd na een zeeslag. De Romeinse veldheer Publius Servilius Isauricus werd op die veldtocht vergezeld van de jonge Julius Caesar.
Het hoogtepunt van deze periode was vermoedelijk het bezoek van keizer Hadrianus in de 2de eeuw na Christus, waarna men de stad zelf een tijdje Hadrianopolis heeft genoemd.
Nadat achtereenvolgens de Byzantijnen en de stadstaten Venetië en Genua forten hadden gebouwd werd de stad na de verovering door de Ottomanen in de 13de eeuw verlaten.
Een van de trekpleisters van Olympos is de Chimaera, alhoewel die zich eigenlijk meer in de buurt van het naastgelegen dorp Cirali, enkele kilometers naar het noorden, bevindt. Doordat er hier door de rotsen brandbare gassen ontsnappen branden er zogenaamde eeuwige vlammen. Vlak bij deze vlammen stond vroeger een tempel ter ere van Hephaistos gelegen, later vervangen door een kerk waar nu echter enkel ruïnes van overblijven. De plaatselijke legende wil dat Bellerophon de Chimaera niet heeft onthoofd maar enkel opgesloten in een grot en dat haar vurige adem de eeuwige vlammen veroorzaakt.